# エレクトリック・アップライト・ベース

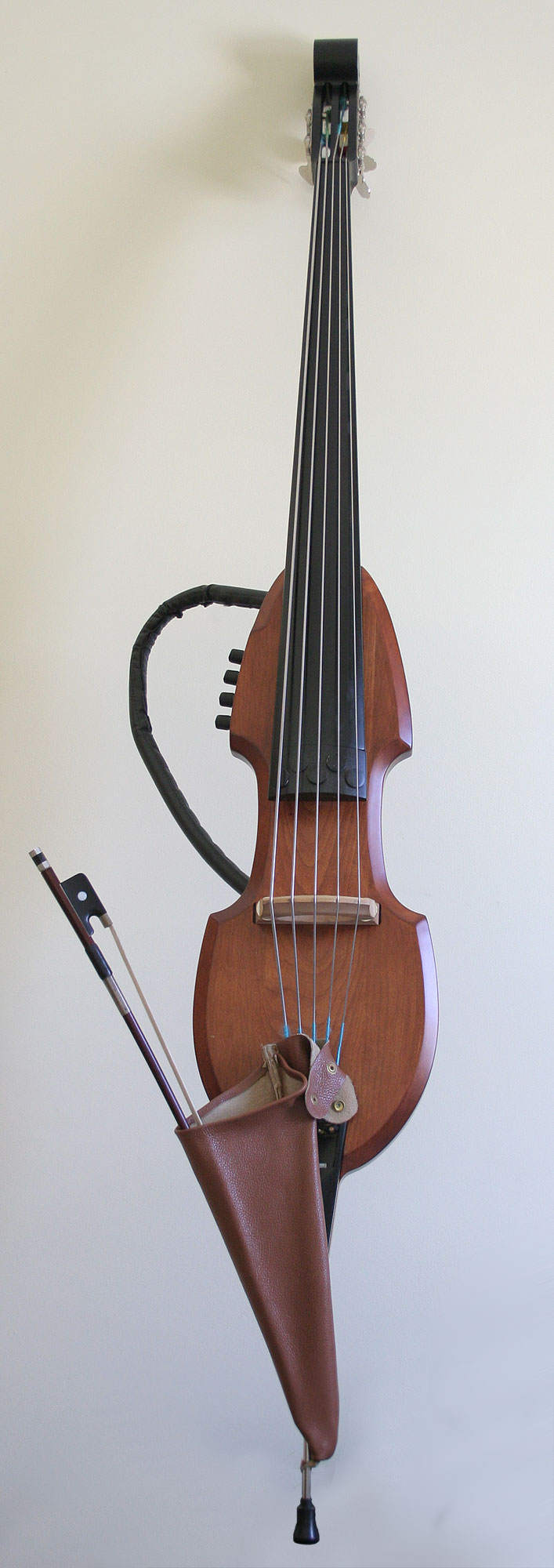
エレクトリック・アップライト・ベース（5弦）

エレクトリック・アップライト・ベース（Electric Upright Bass）は4本または5本の弦を持つ大きな弦楽器。日本語に訳すと“電気式で直立の”ベースとなる。名が示す通りエレクトリックベースとの一番大きな差は、ピアノに於けるグランドとアップライトの対比と同様に弦が鉛直方向に張られていること。
たびたびEUBと略され、これに対してコントラバスなどを指すAUB（Acoustic Upright Bass）という呼称も存在する。
また簡易的な略称として、“エレアプ”とも呼ばれる。

## 概要
一般に弦長はコントラバス、またはエレクトリックベースと同じ物が多く、両者の弦を流用できるため専用弦が必要な物は少ない。
コントラバスと同様のアルコ奏法と、ピッツィカート奏法を可能にしつつ、ボディは小さく設計され運搬に有利で、エレクトリックベースと同様にハウリングにも強い物が多い。
また、楽器としての歴史に浅く、各楽器メーカーでは“サイレントベース”（Silent Bass；YAMAHA）、“ソリッド・ウッド・ベース”（Solid Wood Bass；ARIA）、“コンパクト・アップライト・ベース”（Compact Upright Bass；AtelierZ）などといった命名をしており、エレクトリック・アップライト・ベースはこれらを包括する呼称として近年用いられる様になった。
コントラバスの箱の鳴りを消音する側面から“サイレント・ベース”と一部で俗称されていたが、現在ではヤマハ株式会社の登録商標（第4470457号）であり、総称としての“サイレント・ベース”は適切な呼び方ではない。

## 構造
ボディの構造は大きく分けて、2種類に分類される。
ソリッド・ボディ
胴体が板から切り出されたもの、あるいは全体がネックと一続きの一本の棒のような形状なもの。ミニマムなデザインの製品が多く、EUBの象徴的な姿とも言える。運搬性、堅牢性に優れている。エレクトリックベースに類似した構造で共鳴体となり得る部分が少ないため、大音量の編成においてもハウリングの危険性は殆ど皆無に近い。
ホロウ・ボディ
中空構造を持ち、共鳴胴によって生音（弦の振動を胴内で増幅し鳴る音）の発音が可能である。コントラバスに比べて胴の容積が少ない分、生音の音量は小さく同時にハウリングを防ぎやすい構造になっている。コントラバスの様に表板、裏板、側板を張り合せコントラバスを小型に模した製品と、基本設計はソリッドだが振動を拾うピックアップ近辺を大きく切削し擬似的な中空胴を生み出すセミソリッド的な製品とが存在している。
Alter Ego社の製品の様に、ボディはソリッドだがコントラバスの表板をシミュレートし振動する表板を追加した個体も存在する。

## 形状

### ボディ・レスト
EUBの特徴の一つとして挙げられるのがボディ・レストである。胴を演奏者の体や左足で支えるコントラバスに対して、EUBは肉厚が削ぎ落とされている分、体に接する余地が少なく安定性を欠きやすい。ボディ形状によっては演奏者と楽器の位置関係が近くなりすぎる。そこでボディにパイプなどで作った体当てを付加して、支持の一助としているものが多くある。
左手に器体支持の負担が大きくかかるようだと演奏性に多大な影響を及ぼすため、器体選びの際はこの点との相性にも注意が必要である。
また、名前の通りの身体で支えるパーツという概念で、コントラバスでの物理的なポジション確認の基準となるネックヒールでのG線の音程（人差し指でDやEフラットなど）が確認出来ない作りになっている個体も多く、コントラバスとの持ち替えや代替品として考える際には十分注意が必要である。また、その点を鑑みた両面テープで取り付ける擬似ネックヒールも売られている。

### スタンド
コントラバスと同様にエンドピンによる一脚のものが多い。他には二脚のものや三脚に据え付けて演奏するものもある。特に三脚については独立し、腕での支持を要しないため、ボウイングにも適した仕様と言える。(左腕での支持は必要だが、わざと演奏者側に傾ける事により一時的に二脚状態にし、コントラバス同様に弦毎にボウイングに適した傾きを得ることも出来る)

## 発音方式
マグネティック・ピックアップやピエゾ・ピックアップのいずれか、もしくはその両方を備えて、弦の振動を電気信号に変換してアンプ、スピーカーなどを介して発音する。通常の電気楽器と同様、パッシブ回路（ピエゾピックアップからジャックに直結配線の物も多い。）とアクティブ回路を搭載した製品が存在し、アクティブ回路の場合、ボディに内蔵されるプリアンプ部は電力を必要とし、電池で稼働させるのが一般的である。
ピックアップは、その特性上、ピエゾ・ピックアップの場合弦の種類は選ばないが、マグネティック・ピックアップを備える場合は、非磁性材のガットやナイロン弦は使用できないので注意が必要である。

## 主な演奏者と使用楽器
- いかりや長介…BSX T-4
- 川上つよし（東京スカパラダイスオーケストラ）…アリア・SWB-α、SWB-β
- Tokie（LOSALIOS、AJICO、RIZE）…Carruthers SUB-1
- 高橋ゲタ夫（熱帯JAZZ楽団など）…アンペグ・ベイビーベース
- クリス・ミン・ドーキー…ヤマハ・SLB-200
- トニー・レビン…NS design NS Double Bass
- 池田達也…ヤマハ・SLB-200
- 亀田誠治（東京事変）…ヤマハ・SLB-100、ヤマハ・SLB-200LTD
- 早川岳晴…NS design、Seen（松下工房オリジナル）
- 渡辺等…ヤマハ・SLB-100、NS design NS Double Bass、BSX-SERIES2000、スタッドベース・プロトタイプ（石橋楽器オリジナルとして販売されたもの）
- 納浩一…Landscape Swing Bass Artist
- 矢花黎（7 MEN 侍 / ジャニーズJr.）…Ibanez UB804-MOB

2013年現在、EUBの使用者は国内外問わず増え続けているため、録音、映像など使用頻度の高い奏者のみ記載。

## 日本に於ける先駆者的プレイヤー
現在ではベーシストを中心にEUBの知名度はかなり高くなったが、20年以上も前からプレイしていた先駆者的なベーシストとして渡辺等の名前が挙げられる。84年にオリエンテの消音ベースにアンダーウッドのピエゾ・ピックアップとプレシジョンベースタイプのマグネティック・ピックアップ（恐らくディマジオ製）を取り付けたのを皮切りに国内外の数々のEUBを入手、レコーディングやライブに使用してきた。特にBSXやNS designなどの海外での人気に比べ当時の日本ではほぼ無名だったEUBも積極的に購入、使用しており、雑誌ベース・マガジンのEUB特集にも幾度と無く試奏者、レビュワーとして古くから参加している。一般的にはライヴでのAUBの代替品と言う消極的使用が顕著に見られる楽器だが、彼自身は激しい歪みを加えた物、アルコ・ソロを取り入れた物、サステインを生かした和音を使ったソロベース風の物など明確にEUBらしさを出した演奏を、自作品及び数百を超えるレコーディングセッション中に残している。自身のHPの記事の幾つかにも電気、アコースティックどちらのアップライトも扱う彼の興味深い考察が見られる。また、日本に於いてEUBの知名度を格段に上げたいかりや長介のラガービールのCMのベースラインを依頼を受け書いたのが彼であることも第一人者としての裏付けと言える。